# 26693 Katharinecorbin
26693 Katharinecorbin este o planetă minoră (asteroid) din centura de asteroizi. A fost descoperită pe 21 martie 2001 la Stația Anderson Mesa de Lowell Observatory Near-Earth-Object Search. 
Obiectul prezintă o orbită caracterizată de o semiaxă mare de 2,2929593 UAi, o excentricitate de 0,21, o înclinație de 7,96726 ° în raport cu ecliptica.